# Fürstenzug
De Fürstenzug of de optocht der vorsten is een 102 meter lange muurdecoratie aangebracht aan de muren van de voormalige koninklijke gebouwen in de Augustusstrasse in het Duitse Dresden.

## Wettin
Op de bijna 10 meter hoge muurdecoratie staan de 35 voormalige regerende prinsen, keurvorsten, hertogen, markgraven en koningen uit het Huis Wettin sinds 1127, die regeerden in de verschillende bestuursvormen en dat vanaf 1806 resulteerde in het Koninkrijk Saksen. Voor het paneel had men in 1907 niet minder dan 25 000 tegels in Meissener porselein van 20,5 x 20,5 cm nodig. Ondanks de enorme vernielingen in Dresden tijdens de Tweede Wereldoorlog waren er slechts 654 tegels beschadigd, de restauratie daarvan gebeurde in 1978-1979.
De optocht of processie start met Koenraad de Grote die regeerde van 1127 tot in 1156 en eindigt met de voorstelling van de voorlaatste koning van Saksen George die regeerde tot 1904.

## Ontstaan
Reeds in 1589 was deze Langen Ganges versierd met de beeltenissen van de politieke leiders van het Huis Wettin - in kalk - vermoedelijk aangebracht door Zacharias Wehme (1550-1606).
Tussen 1871 en 1876 werd de wand gerestaureerd in de sgraffiti-techniek door Wilhelm Walther (1828-1913) en dit naar aanleiding van het 800-jarig bestaan van het huis Wettin. Tussen 1904 en 1907 werd het uiteindelijk fries in porseleinen tegels uitgevoerd zoals het vandaag nog altijd bestaat, onder de leiding van Wilhelm Walther. Bij de uitvoering werd voor ieder tijdperk rekening gehouden met de toen bestaande kledij en wapenkunde.

## Optocht
In totaal staan er op het kunstwerk 94 personen: de 35 heersers en de andere 59 zijn wetenschappers, kunstenaars, handwerkers, soldaten, kinderen en landbouwers. Daarnaast ook nog 45 paarden en 2 windhonden. 

De vorsten: Koenraad de Grote (1127–1156); Otto de Rijke (1156–1190); Albrecht de Trotse (1190–1195); Diederik van Meißen (1195–1221); Hendrik III van Meißen (1221–1288); Albrecht de Ontaarde (1288–1307); Frederik I van Meißen (1307–1324); Frederik II van Meißen (1324–1349); Frederik III van Meißen (1349–1381); Frederik I van Saksen (1381–1428); Ernst van Saksen (1464–1486); Frederik II van Saksen (1428–1464); Albrecht van Saksen (1486–1500); Frederik III van Saksen (1486–1525); Johan de Standvastige (1525–1532); Johan Frederik I van Saksen (1532–1547); Joris met de Baard (1500–1539); Hendrik V van Saksen (1539–1541); Maurits van Saksen (1521-1553) (1547–1553); August van Saksen (1553–1586); Christiaan I van Saksen (1586–1591); Christiaan II van Saksen (1591–1611); Johan George I van Saksen (1611–1656); Johan George II van Saksen (1656–1680); Johan George III van Saksen (1680–1691); Johan George IV van Saksen (1691–1694); August II van Polen (1694–1733); August III van Polen (1733–1763); Frederik Christiaan van Saksen (1722-1763) (1763); Frederik August I van Saksen (1763–1827); Anton van Saksen (1827–1836); Frederik August II van Saksen (1836–1854); Johan van Saksen (1854–1873); Albert van Saksen (1873–1902); George van Saksen (1902–1904).
Andere personen die allen achteraan van het werk staan: enkele studenten waaronder de zoon van de uitvoerder Wilhelm Walther; architect Nikolai; de schilders K. Peschel en Julius Hübner beiden kijkend naar de plannen van de wanddecoratie; beeldhouwers Johannes Schilling en Ernst Julius Hähnel; de schilder Ludwig Richter; een groep kinderen met daarbij het enige meisje in deze optocht; de germanist Ernst Förstemann; geheimraad Wiesner; archeoloog Freiherr von Weißenbach; twee medewerkers van Walther: de metselaars Kern en Pietsch; een mijnwerker en een landbouwer.
De laatste persoon met de hoed (onder de vlag) is Wilhelm Walther zelf.

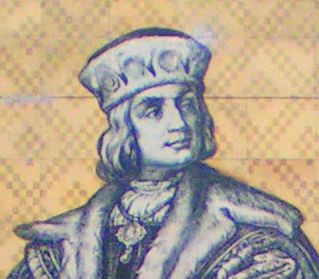
Ernst van Saksen.
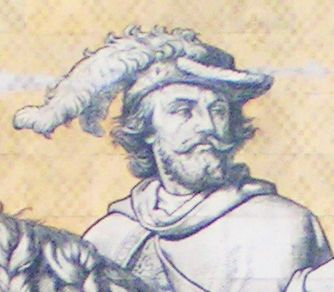
Frederik I van Meißen.
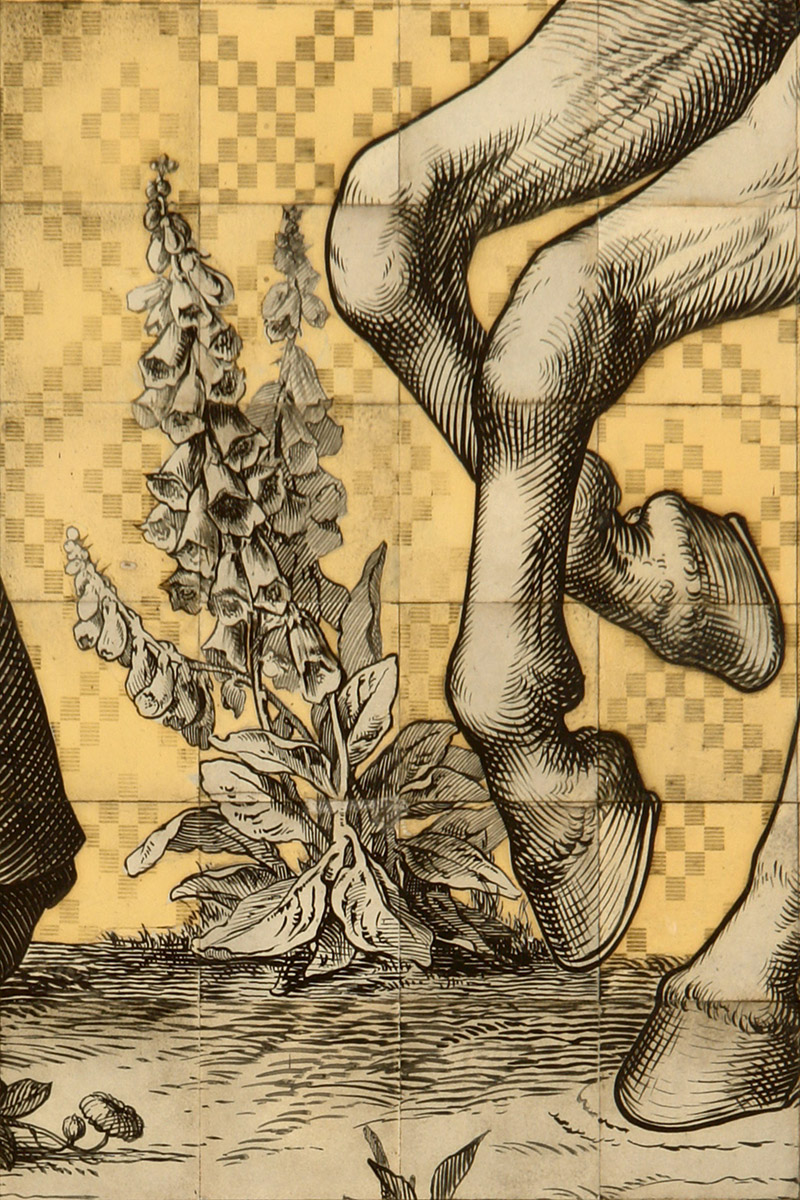
Een detail uit het werk.
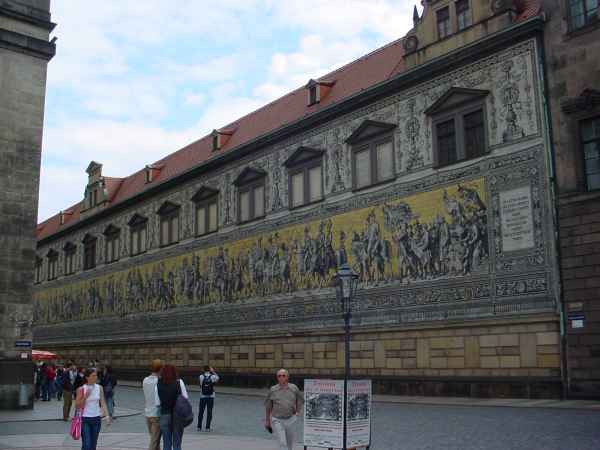
Algemeen zicht.